# کارون (قمر)
کارون که شارون هم تلفّظ می‌شود (به انگلیسی: Charon) ‏(ˈʃærən یا ˈkɛərən‏) بزرگ‌ترین قمر از ۵ قمر تاکنون شناخته شدهٔ سیاره کوتوله پلوتون است که در سال ۱۹۷۸ میلادی کشف شد.

## ویژگی‌ها
شارون بزرگ‌ترین قمر سیارهٔ کوتولهٔ پلوتون در سال ۱۹۷۸ کشف گردید. دو قمر دیگر پلوتون به نام‌های نیکس و هیدرا نیز در سال ۲۰۰۵ کشف شدند که هر دو از شارون بسیار کوچک‌ترند. قمرهای باز هم بسیار کوچک‌تر سربروس و استوکس هم به ترتیب در سال‌های ۲۰۱۱ و ۲۰۱۲ میلادی کشف شدند.
فضاپیمای نیوهورایزنز (افق‌های نو) در ۱۴ ژوئیهٔ ۲۰۱۵ میلادی از کنار این قمر و سیارهٔ کوتوله‌اش گذشت و نخستین بررسی کامل بشر در آن گوشهٔ تقریباً ناشناخته از حاشیه‌های منظومهٔ خورشیدی را با ابزارهای بسیار پیشرفته‌اش بررسی و گزارش کرد.

گردش هماهنگ شارون و پلوتو

شارون و پلوتون به گونهٔ ویژه‌ای که در منظومهٔ خورشیدی نادر است، وابسته به یک‌دیگر شده و رو در روی هم، قفل جزر و مدی را تجربه می‌کنند. زمین و ماه نیز قفل جزر و مدی را بین خود تجربه می‌کنند ولی تنها این ماه است که همیشه رو به سوی زمین دارد. بنا بر محاسبات تلسکوپ فضایی هابل که در سال ۱۹۹۴ میلادی از فاصلهٔ ۳۰ واحد نجومی از زمین صورت گرفته، شارون و پلوتو تنها ۱۹٬۶۴۰ کیلومتر از هم دورند. در مقایسه، فاصلهٔ ماه تا زمین ۳۸۴٬۴۰۰ کیلومتر، یعنی نزدیک به بیست برابر بیشتر است.

## داستان کشف کارون

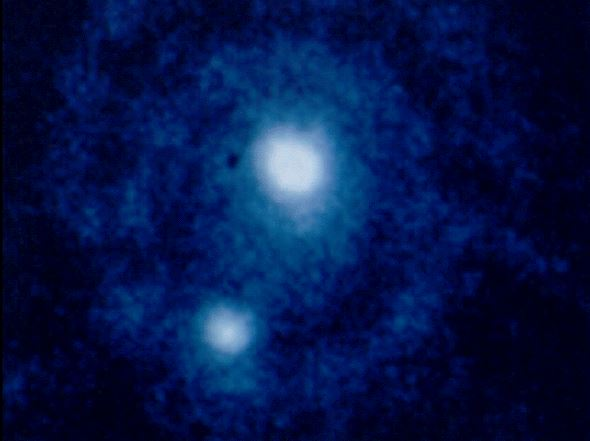
نگاره‌ای که سال ۱۹۹۰ تلسکوپ فضایی هابل از سامانهٔ پلوتو - شارون گرفت.

در دههٔ ۱۹۷۰، جِیمز کریستی (James Christy) در رصدخانهٔ ناوال در واشینگتن، رصدهایی از سیاره‌ها به منظور تصحیح پارامترهای مداری آن‌ها انجام می‌داد. او برخی تصاویر پلوتو را به دلیل آنکه کشیده به نظر می‌رسیدند، حذف می‌کرد. این پدیده، بر اساس تجربهٔ نویسنده، زمانی رخ می‌دهد که تلسکوپ به خوبی آسمان را دنبال نمی‌کند، در نتیجه تصاویر کشیده می‌شوند؛ ولی او متوجّه شد که تصویر ستارگان عالی است، یعنی اینکه تلسکوپ درست کار می‌کند؛ همچنین ملاحظه کرد که کشیدگی پلوتو، با گذشت زمان، به دور آن گردش می‌کند. معلوم شد که کریستی در حال رصد حرکت یک قمر به دور پلوتو که حالا کارون (Charon) نام دارد، بوده‌ است. کشف آن در ۲۲ ژوئن ۱۹۷۸ میلادی اعلان شد. در سال ۱۹۹۰، تلسکوپ فضایی هابل توانست از دو قرص مجزای پلوتو و چارون تصویربرداری نماید. (چارون قایقرانی بود که مُرده‌ها را در عرض رودخانهٔ افسانه‌ای استیکس جابه‌جا می‌کرد و با پلوتو ارتباط نزدیکی داشت؛ لذا نامی ایده‌آل بود. ضمن آنکه حروف اول آن مشابه نام همسر کریستی، شارلِن بود.)
- پلوتو نام خدای افسانه‌ای رومی عالم مُردگان بود که می‌توانست خود را ناپدید کند.[۷]

## خاک‌شناسی کارون
کارون با قطر ۱٬۲۰۸ کیلومتر کمی از نصف پلوتو بزرگ‌تر و حتی از سیارهٔ کوتولهٔ سرس هم بزرگ‌تر است و نیز به اندازهٔ کافی بزرگ بوده که توازن آب‌ایستایی برای کروی بودن خود را ایجاد کرده باشد. برخلاف سطح پلوتو که از ازت و متان یخ‌زده تشکیل شده، به نظر می‌رسد که سطح شارون بیشتر از یخ (آب یخ‌زده) که کم‌تر فرّار است، تشکیل شده‌ باشد. در سال ۲۰۰۷ میلادی با بررسی یافته‌های تلسکوپ جمنای و بودن لکه‌هایی از هیدروکسید آمونیوم و بلورهای آب بر سطح شارون، باور حضور فعّالیت‌های یخ‌فشانی در شارون بیشتر شد.
با داشتن اندازه‌های حجم و جرم شارون و به دست آوردن چگالی آن می‌توان نتیجه گرفت که شارون در مقایسه با پلوتو یک کرهٔ بیشتر یخی است و کم‌تر از پلوتو «سنگی» است. این موضوع، نظریه‌ای را که می‌گوید، شارون از برخورد جرم دیگری با پلوتون به وجود آمده، تقویت می‌کند.